# Rueil-Malmaison
Rueil-Malmaison ist eine französische Stadt  mit 80.842 Einwohnern (Stand 1. Januar 2022) etwa 14 km westlich des Zentrums von Paris. Sie gehört zum Département Hauts-de-Seine in der Region Île-de-France und liegt an der Seine. Die Einwohner werden Rueillois genannt.

## Stadtgliederung
Die Stadt besteht aus acht Stadtquartieren, die hier „villages“ („Dörfer“) heißen:
| - Rueil sur Seine - Plaine-Gare - Bords de Seine - Centre-Ville | - Mont-Valérien - Mazurières - Buzenval - Jonchère Malmaison – Saint-Cucufa |

## Geschichte
Der Name der Stadt erscheint erstmals im 12. Jahrhundert als Roialum, woraus schließlich Rueil wird. Seit 1928 trägt die Stadt ihren heutigen Doppelnamen, um sie zu unterscheiden von Rueil-la-Gadelière im Département Eure-et-Loir. Karl der Kahle schenkte um 870 dieses Gebiet der Abtei Saint-Denis. Ende des 12. Jahrhunderts errichteten die Mönche hier eine Kapelle. 1635 verkauften sie das Gelände an Kardinal Richelieu, der hier ein Schloss erbauen ließ. Während der Fronde zog sich der Hof hierher zurück.
Im 19. Jahrhundert kamen impressionistische Maler wie Pierre-Auguste Renoir, Édouard Manet und Claude Monet nach Rueil-Malmaison, um die dortige Seine-Landschaft zu malen. Im Deutsch-Französischen Krieg lag Rueil während der Schlacht bei Buzenval am 19. Januar 1871 an der Frontlinie. 1958 wurde in Rueil der erste Supermarkt Frankreichs eröffnet.

## Sehenswürdigkeiten
Siehe auch: Liste der Monuments historiques in Rueil-Malmaison
- Bekannt ist die Stadt vor allem für das Schloss Malmaison, in dem Napoleon und seine erste Frau Joséphine lebten. Das Grab Joséphines befindet sich in der Kirche Saint-Pierre-Saint-Paul im Stadtzentrum, wo auch ihre Tochter Hortense de Beauharnais ruht, die Mutter von Napoléon III.
- Die Kirche Saint-Pierre-Saint-Paul wurde im 16. Jahrhundert als Ersatz für eine erste Kirche aus dem 12. Jahrhundert erbaut. Die Fassade wurde ab 1632 auf Anordnung von Richelieu durch Architekt Jacques Lemercier errichtet.
- Zu sehen ist auch das Haus von Père Joseph, der hier gestorben ist. Er war ein Vertrauter von Kardinal Richelieu.
- Die Kaserne der Schweizergarde der französischen Könige wurde 1756 unter Ludwig XV. vom Architekten Charles-Axel Guillaumot (1730–1806) erbaut und ist heute ein historisches Museum. Sie wurde zeit- und baugleich zu der Caserne des Suisses in Saint-Denis und der Caserne Charras in Courbevoie errichtet und ist die einzige noch bestehende der drei Bauwerke.
- Altes Rathaus, erbaut 1869, heute als Stadtmuseum genutzt.

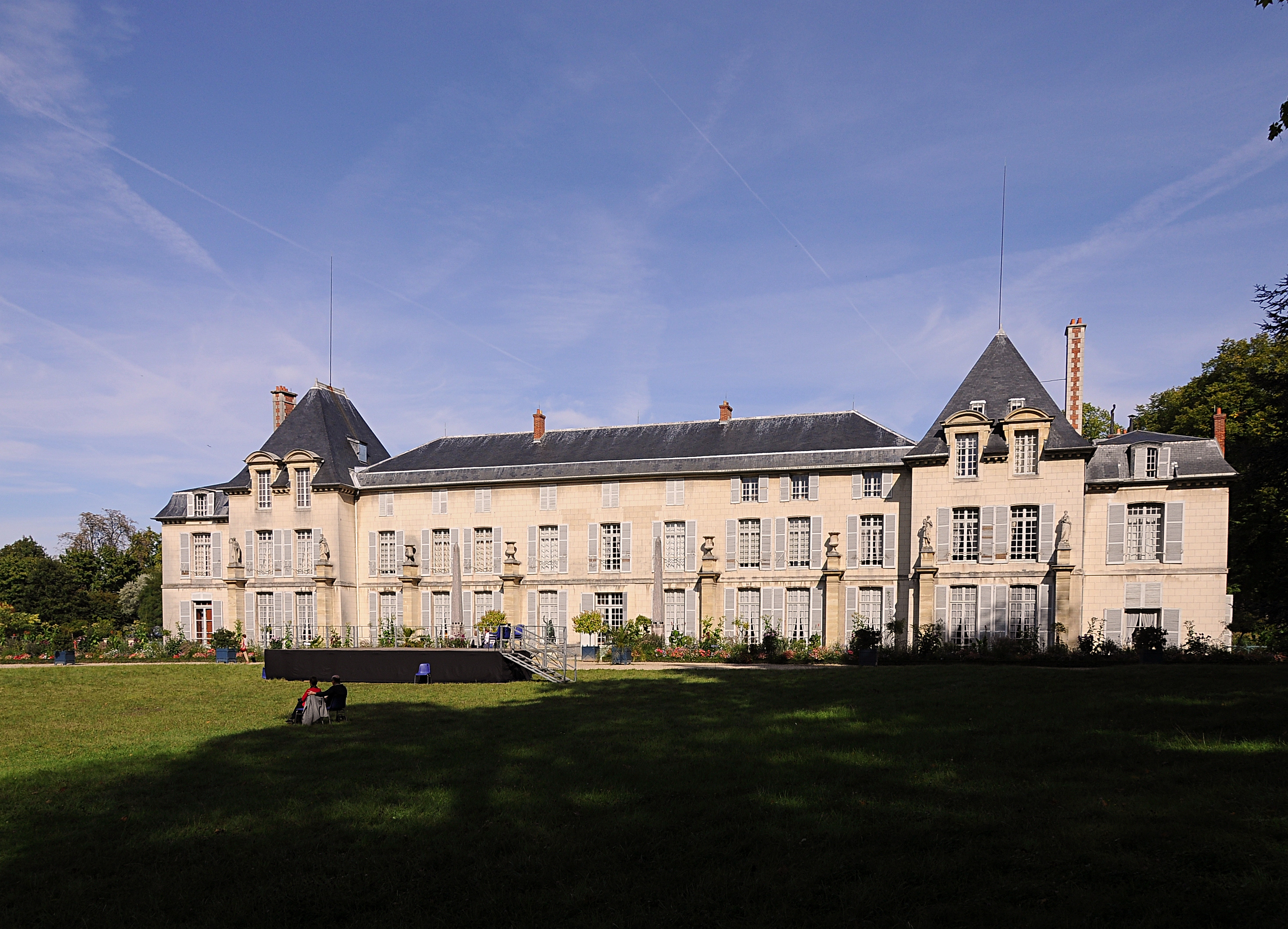
Schloss Malmaison
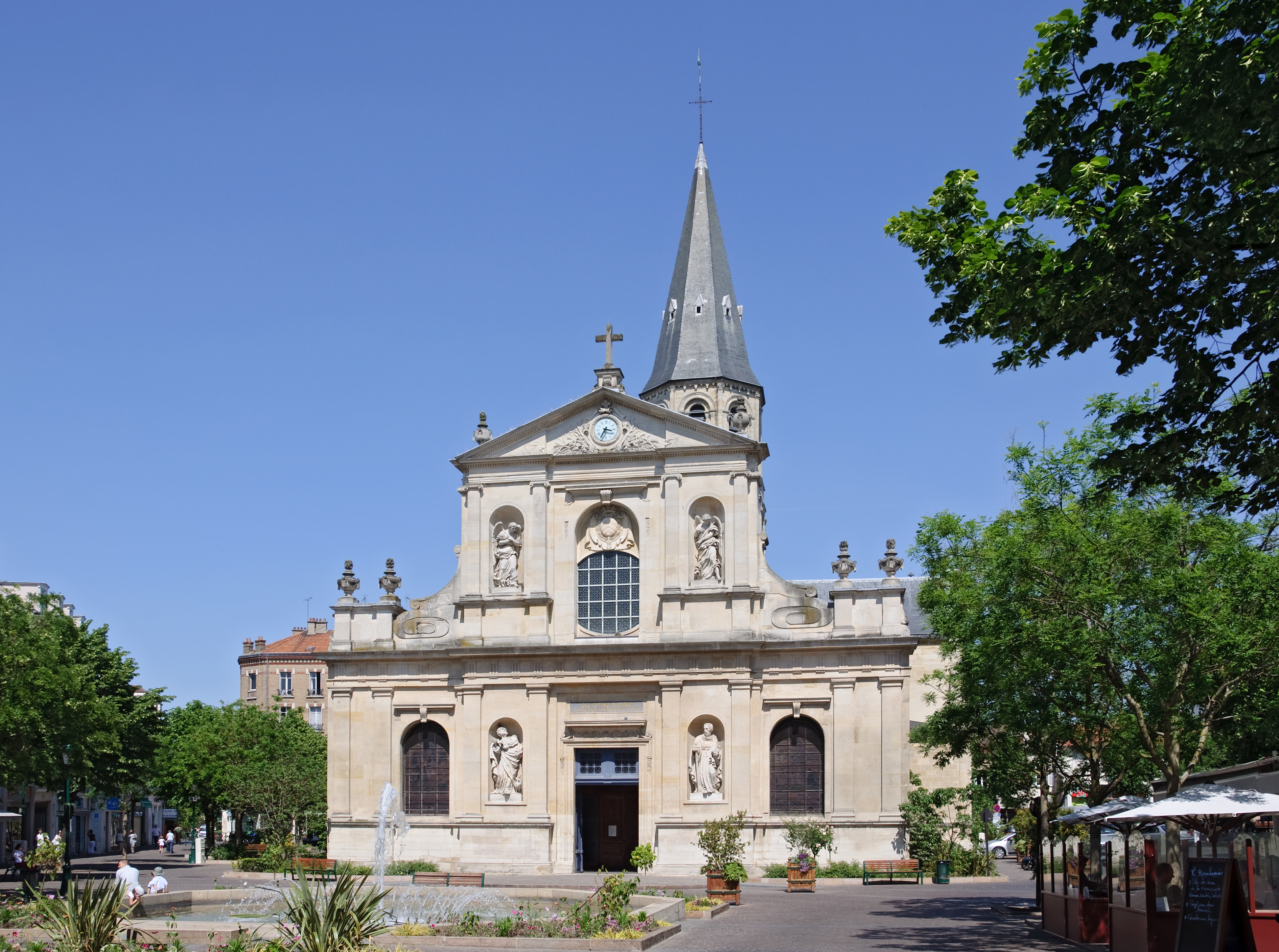
Kirche Saint-Pierre-Saint-Paul
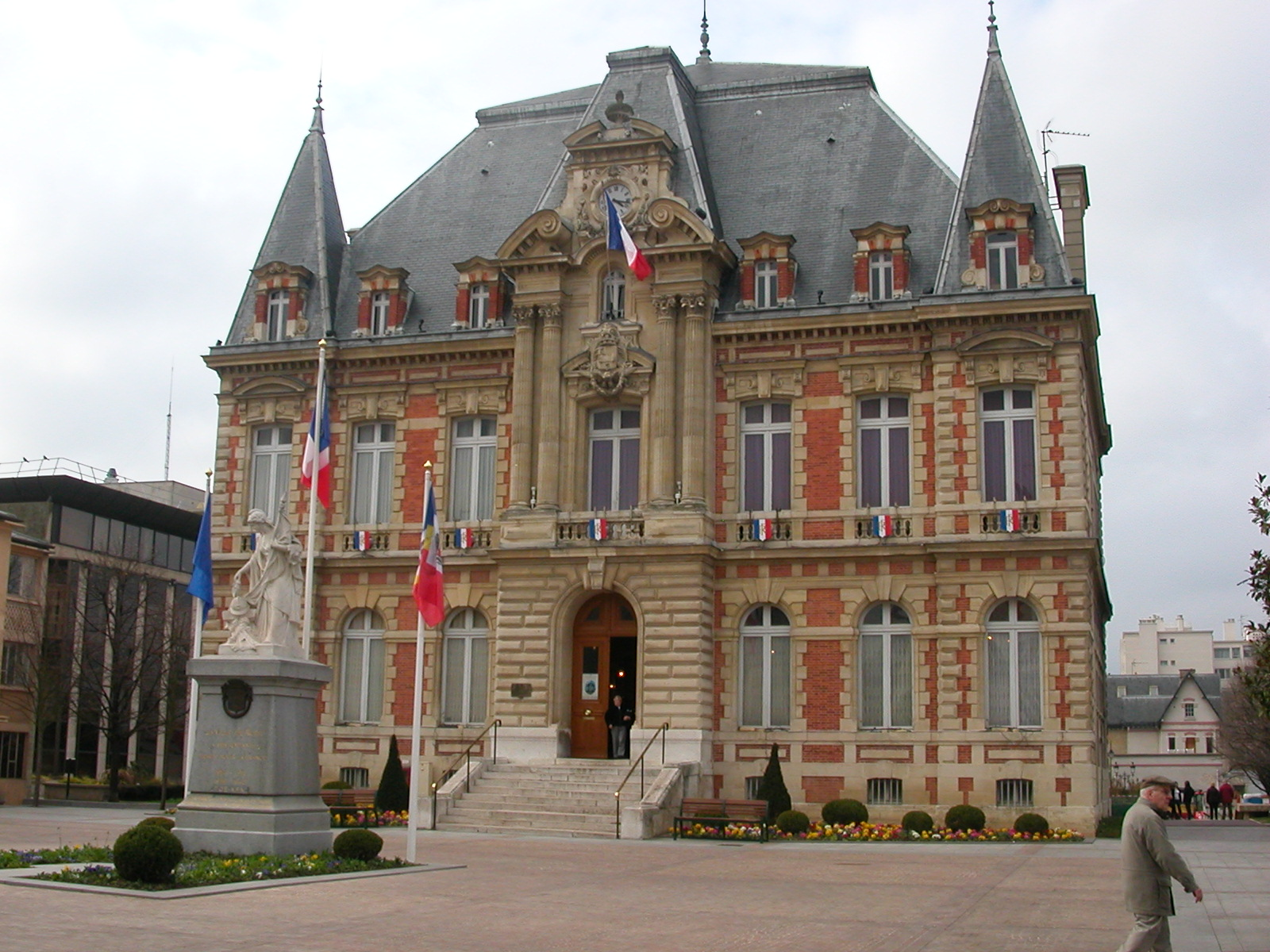
Altes Rathaus

## Städtepartnerschaften
Rueil-Malmaison hat 16 Partnerstädte:
| Stadt               | Land                    | seit |
| ------------------- | ----------------------- | ---- |
| Ávila               | Spanien                 |      |
| Bad Soden am Taunus | Deutschland             | 1979 |
| Buxoro              | Usbekistan              | 2009 |
| Dubrovnik           | Kroatien                | 2011 |
| Elmbridge           | Vereinigtes Königreich  | 1974 |
| Fribourg            | Schweiz                 | 1992 |
| Helsingør           | Dänemark                |      |
| Jelgava             | Lettland                | 2007 |
| Kirjat Malʾachi     | Israel                  | 1985 |
| Kitzbühel           | Österreich              | 1979 |
| Le Bardo            | Tunesien                | 1991 |
| Lynchburg           | Vereinigte Staaten      |      |
| Oaxaca de Juárez    | Mexiko                  |      |
| Sarajevo            | Bosnien und Herzegowina |      |
| Sergijew Possad     | Russland                | 1989 |
| Timișoara           | Rumänien                | 1993 |
| Tōgane              | Japan                   | 1990 |
| Zouk Mikael         | Libanon                 | 1971 |

Zudem ist die Stadt Mitglied des Bundes der europäischen Napoleonstädte.

## Verkehr und Wirtschaft
Rueil-Malmaison liegt an der Linie RER A der Pariser Verkehrsbetriebe. Am Seine-Ufer besteht auch ein Anschluss an die A 86, die Périphérique de l’Île-de-France, ein äußerer Autobahnring um Paris.
In der Stadt befinden sich die Hauptsitze großer französischer Firmen wie des Automobilkonzerns PSA, des Baukonzerns Vinci, der Elektronikfirma Schneider Electric und des Ingenieurdienstleisters Ingérop; aber auch die französischen Hauptniederlassungen und/oder Produktionsstätten vieler internationaler Firmen sind hier ansässig, etwa von Unternehmen der petrochemischen und pharmazeutischen Industrie, der Automobil- und Nahrungsmittelindustrie. Zudem hat Toshiba TEC France Imaging Systems ihren Sitz in der Stadt.

## Bildung
- École nationale supérieure du pétrole et des moteurs (IFP School)

## Persönlichkeiten
Söhne und Töchter:
- Saint-Georges de Bouhélier (1876–1947), Schriftsteller
- Marcel Jouhandeau (1888–1979), Schriftsteller
- Marcel Ichac (1906–1994), Bergsteiger, Filmregisseur und Pionier des Bergfilms
- Francis Pamart (* 1942), Radrennfahrer
- Richard Podesta (* 1948), Radrennfahrer
- Fabrice Colas (* 1964), Radsportler
- Jean Dujardin (* 1972), Schauspieler
- Audrey Dana (* 1977), Theater- und Filmschauspielerin sowie Filmregisseurin
- Julien Arruti (* 1978), Filmschauspieler und Drehbuchautor
- Mathilde Androuët (* 1984), Politikerin
- Hassan Amzile (* 1988), Boxer
- Karim Boudiaf (* 1990), katarisch-algerischer Fußballspieler
- N’Golo Kanté (* 1991), Fußballspieler[3]

Personen mit Beziehung zur Stadt:
- Anna Langfus, (1920–1966), polnisch-französische Schriftstellerin und Goncourt-Preisträgerin, arbeitete nach ihrer Übersiedlung nach Frankreich 1946 als Mathematik-Lehrerin in Rueil-Malmaison
- Jean-Marie Le Pen (1928–2025), Gründer des Front National, wohnte zusammen mit seiner zweiten Frau Jany Paschos in Rueil-Malmaison